# Castelnau-Picampeau
 Castelnau-Picampeau  es una población y comuna francesa, en la región de Mediodía-Pirineos, departamento de Alto Garona, en el distrito de Muret y cantón de Le Fousseret.

## Demografía
| 207 | 184 | 170 | 179 | 171 | 165 |
| Para los censos de 1962 a 1999 la población legal corresponde a la población sin duplicidades (Fuente: INSEE [Consultar]) |     |     |     |     |     |